# Maja Houtman
Maja Greta Houtman (Arnhem, 29 december 1963) is een Nederlands beeldend kunstenaar die actief is als sieraadontwerper, edelsmid en papierknipkunstenaar. Zij werkt in Utrecht.

## Biografie
Houtman is opgeleid aan de Vakschool Schoonhoven (1983-1988) als goud- en zilversmid. Kenmerkend voor haar sieraden en voorwerpen is het gebruik van 0,2 mm dik zilverdraad en de daarbij gebruikte wikkeltechniek die zij in het Engels 'twisted wire work' noemt.
Sinds haar vroege jeugd beoefent Houtman de papierknipkunst. Ook met deze kunstvorm heeft zij regelmatig geëxposeerd.

## Tentoonstellingen (selectie)
- 2011 - Not the New, Just the Necessary, Cheongju International Craft Biennale, Cheongju, Korea.
- 2011 - You and Me, HRD Award, Shanghai, China.
- 2013 - Twisted Wireworks, Gallery Hidden Space, Seoul, Korea.
- 2016 - Zilverkunst in Nederland, Gemeentemuseum Den Haag, Den Haag.
- 2016/18 - 18. Silber Triennale – Silver Triennial, Duitsland.
- 2021/22 - Strings attached  –  Nederlands Zilvermuseum, Schoonhoven.
- 2022/24 - 20. Silber Tiennale – Silver Triennial, Duitsland.

## Prijzen (selectie)
- 2011 - 2e prijs Cheongju International Craft Biennale, Cheongju, Korea.
- 2011 - Finalist HRD Award, Shanghai, China.
- 2015 - 1e prijs Radakovich 21st Century Award, Amherst (MA), USA.
- 2019 - 2e prijs Saul Bell Design Award, Albuquerque (NM), USA.
- 2022 - Ebbe Weiss-Weingart Silverprize, Hanau, Duitsland.
- 2025 - Award of the Inhorgenta, Silver Festival, Legnica, Polen.